# أوكسار
أوكسار مدينة فرنسية، وهي عاصمة إقليم يون في منطقة بورغوني-فرانش كومته .

## المناخ
يظهر الجدول التالي التغييرات المناخية على مدار السنة لأوكسار:
| البيانات المناخية لـأوكسار                     | البيانات المناخية لـأوكسار | البيانات المناخية لـأوكسار | البيانات المناخية لـأوكسار | البيانات المناخية لـأوكسار | البيانات المناخية لـأوكسار | البيانات المناخية لـأوكسار | البيانات المناخية لـأوكسار | البيانات المناخية لـأوكسار | البيانات المناخية لـأوكسار | البيانات المناخية لـأوكسار | البيانات المناخية لـأوكسار | البيانات المناخية لـأوكسار | البيانات المناخية لـأوكسار |
| الشهر                                          | يناير                      | فبراير                     | مارس                       | أبريل                      | مايو                       | يونيو                      | يوليو                      | أغسطس                      | سبتمبر                     | أكتوبر                     | نوفمبر                     | ديسمبر                     | المعدل السنوي              |
| ---------------------------------------------- | -------------------------- | -------------------------- | -------------------------- | -------------------------- | -------------------------- | -------------------------- | -------------------------- | -------------------------- | -------------------------- | -------------------------- | -------------------------- | -------------------------- | -------------------------- |
| الدرجة القصوى °م (°ف)                          | 16.8 (62.2)                | 23.0 (73.4)                | 26.6 (79.9)                | 29.8 (85.6)                | 32.1 (89.8)                | 37.7 (99.9)                | 39.6 (103.3)               | 41.1 (106.0)               | 35.3 (95.5)                | 31.3 (88.3)                | 22.8 (73.0)                | 18.4 (65.1)                | 41.1 (106.0)               |
| متوسط درجة الحرارة الكبرى °م (°ف)              | 6.3 (43.3)                 | 7.9 (46.2)                 | 12.2 (54.0)                | 15.6 (60.1)                | 19.8 (67.6)                | 23.0 (73.4)                | 26.1 (79.0)                | 25.8 (78.4)                | 21.5 (70.7)                | 16.6 (61.9)                | 10.2 (50.4)                | 6.7 (44.1)                 | 16.0 (60.8)                |
| المتوسط اليومي °م (°ف)                         | 3.6 (38.5)                 | 4.4 (39.9)                 | 7.8 (46.0)                 | 10.5 (50.9)                | 14.5 (58.1)                | 17.7 (63.9)                | 20.2 (68.4)                | 20.0 (68.0)                | 16.3 (61.3)                | 12.4 (54.3)                | 7.1 (44.8)                 | 4.1 (39.4)                 | 11.6 (52.9)                |
| متوسط درجة الحرارة الصغرى °م (°ف)              | 0.8 (33.4)                 | 0.9 (33.6)                 | 3.3 (37.9)                 | 5.3 (41.5)                 | 9.2 (48.6)                 | 12.3 (54.1)                | 14.4 (57.9)                | 14.1 (57.4)                | 11.0 (51.8)                | 8.2 (46.8)                 | 4.0 (39.2)                 | 1.6 (34.9)                 | 7.1 (44.8)                 |
| أدنى درجة حرارة °م (°ف)                        | −20.2 (−4.4)               | −18.8 (−1.8)               | −11.6 (11.1)               | −5.2 (22.6)                | −1.0 (30.2)                | 3.0 (37.4)                 | 5.8 (42.4)                 | 4.0 (39.2)                 | 0.5 (32.9)                 | −2.9 (26.8)                | −8.8 (16.2)                | −15.1 (4.8)                | −20.2 (−4.4)               |
| الهطول مم (إنش)                                | 56.3 (2.22)                | 47.7 (1.88)                | 48.9 (1.93)                | 56.0 (2.20)                | 69.5 (2.74)                | 61.5 (2.42)                | 53.9 (2.12)                | 59.3 (2.33)                | 61.1 (2.41)                | 70.8 (2.79)                | 61.1 (2.41)                | 61.2 (2.41)                | 707.3 (27.85)              |
| متوسط أيام هطول الأمطار (≥ 1.0 mm)             | 11.2                       | 9.6                        | 10.6                       | 9.9                        | 11.3                       | 9.7                        | 7.6                        | 7.8                        | 8.5                        | 10.3                       | 11.0                       | 11.6                       | 119.1                      |
| متوسط الرطوبة النسبية (%)                      | 87                         | 82                         | 77                         | 72                         | 76                         | 74                         | 71                         | 73                         | 78                         | 85                         | 87                         | 88                         | 79.2                       |
| ساعات سطوع الشمس الشهرية                       | 61.7                       | 89.2                       | 135.2                      | 173.9                      | 198.0                      | 213.9                      | 245.2                      | 229.6                      | 177.2                      | 121.2                      | 70.1                       | 53.3                       | 1٬768٫5                    |
| المصدر #1: Meteo climat                        |                            |                            |                            |                            |                            |                            |                            |                            |                            |                            |                            |                            |                            |
| المصدر #2: Infoclimat.fr (humidity, 1961–1990) |                            |                            |                            |                            |                            |                            |                            |                            |                            |                            |                            |                            |                            |

## توأمة
لأوكسار اتفاقيات توأمة مع كل من:
- فورمس
- بوتسك
- فاراجدين
- جريف في شيانتي
- ريديتش

## أعلام
- هنري جوهييه
- بول بيرت
- جاك أميوت
- إتيان وولف
- لودو يفبفر
- بالدوين الأول، مارغريف فلاندرز
- جيرمان غارنييه
- ماري نويل
- إتيان جيلسون
- فرانسواز هنري